# Notacja Martina

Różne rodzaje notacji w diagramach związków encji

Notacja Martina/IE (zwana też notacją kruczej stopki) – notacja używana w modelowaniu diagramów związków encji. Notację opracował James Martin. Swoją potoczną nazwę zawdzięcza rozgałęzieniu oznaczającym związek "do wielu", które przypomina trójpalczastą ptasią nogę. W notacji tej związki wymagalne oznacza się pionową kreską | (lub w wersji zmodyfikowanej - dwiema kreskami ||), natomiast opcjonalne kółeczkiem o.